# موكا موكا
موكا موكا (باليابانية: ムカムカパラダイス، بالروماجي: Muka Muka Paradise) هو مسلسل أنمي ياباني تلفزيوني، أنتج في اليابان عام 1993 بواسطة شركة نيبون أنيميشن، مكون من 51 حلقة. مسلسل موكا موكا هو في الأصل سلسلة مانغا للمؤلفة يوميكو إيغاراشي نشرت في مجلة تشاو اليابانية بين مارس 1993 وسبتمبر 1994، تدور أحداثها حول الفتاة إيوبي شيكاتاني وصديقها الديناصور موكا موكا.

## الشخصيات
- موكا موكا

ديناصور صغير أخضر اللون
- ويبا

مالكة موكاموكا
- هازو

صديقة ويبا
- سنيتا

صديق ويبا
- يونو

صديق ويبا وشقيق سنيتا
- بازو

والد ويبا
- كايا

والدة ويبا
- دوك

مخترع عجوز

## الأصوات العربية
- آمنة عمر - موكا موكا، هازو
- ميادة درويش - ويبا
- بثينة شيا - هاشينو
- أيمن السالك - كوجي
- مجد ظاظا - تايشو
- رأفت بازو - سنيتا
- زياد الرفاعي - أندريه
- مأمون زرقان - أوشي
- آمال سعد الدين - رانكا
- مروان فرحات - بازو
- أنجي اليوسف - كايا، يونو
- مأمون الرفاعي - ورقة

## وصلات خارجية
- موكا موكا على موقع ANN manga (الإنجليزية)

 (بالإنجليزية)